# Vice-royauté du Pérou
1542–1824
Entités précédentes :
- Gouvernorat de Nouvelle-Castille
- Gouvernorat de Nouvelle-Tolède
- Province de Tierra Firme (1550)

Entités suivantes :
- Vice-royauté de Nouvelle-Grenade
- Vice-royauté du Río de la Plata
- République péruvienne

La vice-royauté du Pérou était l'un des deux principaux districts administratifs créé par la couronne de Castille dans ses possessions d'outre-mer, avec la Nouvelle-Espagne centrée sur le Mexique. Pendant les deux premiers siècles de son existence, il comprenait la plus grande partie de l'Amérique du Sud.

## Histoire
La vice-royauté du Pérou fut créée le 20 novembre 1542 par Charles Quint par la signature de la Cédule royale à Barcelone, afin d'administrer la quasi-totalité de l'Amérique du Sud, hors Brésil.
Le Pérou subissait alors une guerre civile entre les principaux conquistadores, Francisco Pizarro et Diego de Almagro.
Le roi envoya le premier vice-roi Blasco Núñez Vela en 1543, mais la guerre civile l'empêcha d'exercer l'autorité royale et il fut assassiné en 1546 par Gonzalo Pizarro, le frère de Francisco. C'est finalement Pedro de la Gasca, nommé président de la audiencia de Lima puis successeur de Vela qui parvint à restaurer l'ordre et l'autorité royale, et à mettre fin à la rébellion de Pizarro en 1548. La capitale s'établit dans la Ville des Rois fondée par Pizarro le 18 janvier 1535.
39 vice-rois ont succédé à Blasco Núñez Vela et ont gouverné la vice-royauté entre 1544 et 1824. Francisco de Toledo (1569-1581) fut celui qui organisa l'État colonial et fonda les « réductions » ou villages d'Indiens où ils furent concentrés.
Au XVIIIe siècle, devant la difficulté de l'administration d'un territoire immense, se réaliseront les réformes bourboniennes, avec la création de la vice-royauté de Nouvelle-Grenade au nord, créée en 1717 et confirmée en 1739, et de celle du Río de la Plata au sud, créée en 1776[réf. nécessaire].
Au XIXe siècle, alors que les différents territoires de la vice-royauté devenaient indépendants, cette dernière entra en décadence[réf. nécessaire] et son histoire prit fin avec la reddition du vice-roi José de la Serna e Hinojosa devant les forces grancolombiennes de Simón Bolívar après la bataille d'Ayacucho le 9 décembre 1824.

## Territoire

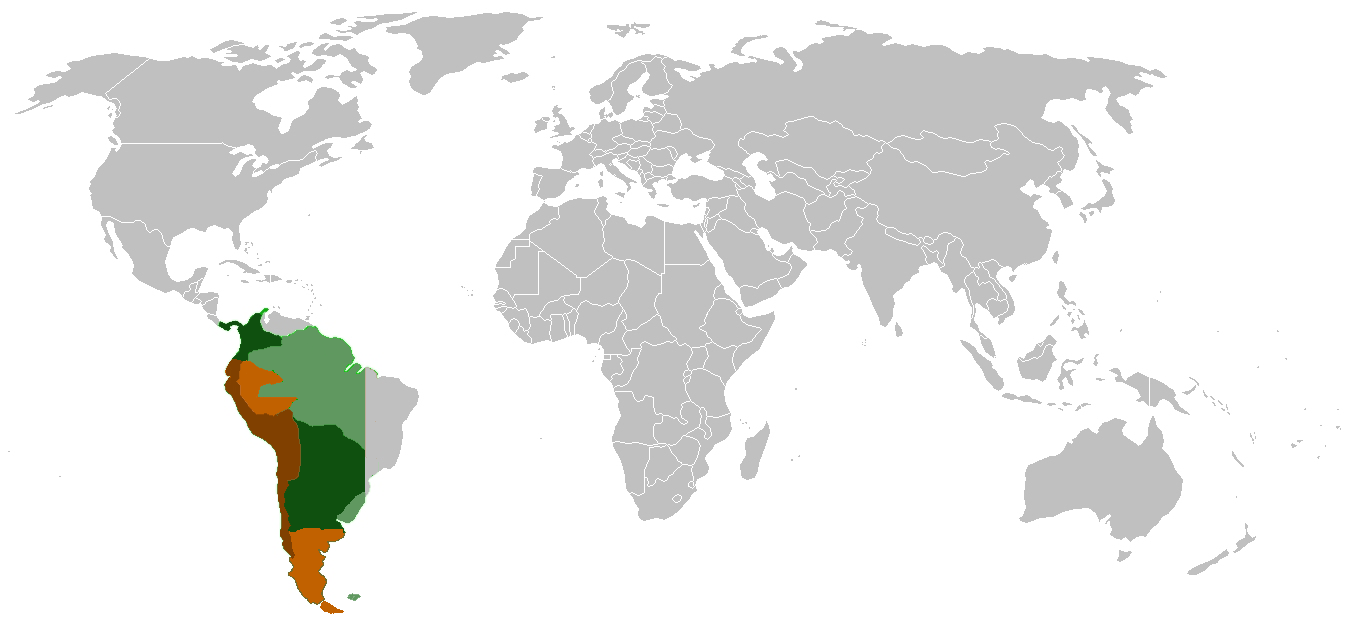
Les territoires de la vice-royauté du Pérou, en vert foncé les territoires contrôlés par les Espagnols, en vert clair les territoires revendiqués par les Espagnols, en orange la vice-royauté vers 1818.

La vice-royauté péruvienne dépassa les limites de l'empire inca et s'étendit initialement depuis l'isthme de Panama jusqu'à la Patagonie et de l'océan Pacifique jusqu'à la forêt amazonienne et l'océan Atlantique. Les seules parties de l'Amérique du Sud qui n'en faisaient pas partie étaient l'est du Brésil, dominé par les Portugais, et l'actuel Venezuela qui dépendait de la Vice-royauté de la Nouvelle-Espagne.
Elle fut composée de 9 divisions administratives appelées audiencias, lesquelles furent gouvernées par un gouverneur régional subalterne au vice-roi du Pérou résidant à Lima. Chaque audiencia à son tour était subdivisée en unités administratives mineures appelées corregimientos, tant Espagnols qu'Indiens.
Lors de la création de la Vice-royauté de Nouvelle-Grenade, la vice-royauté du Pérou perdit les Audiencias du Panama, de Santa Fe de Bogotá, et de Quito ; avec l'établissement de celle du Rio de la Plata, (aujourd'hui l'Argentine, la Bolivie, le Paraguay et l'Uruguay), elle perdit l’Audiencia de Buenos Aires (ce port commença à se développer à partir de cette date). Sauf pendant une brève période entre 1798 et 1814, l’Audiencia et la Capitainerie du Chili continua à appartenir à la vice-royauté péruvienne jusqu'en 1818.
Dans la réorganisation de 1783, on créa les intendances d'Arequipa (1784), Puno (1783), Cuzco (1784), Huamanga (1784), Huancavelica (1784), Lima (1783), Tarma (1784), Trujillo (1784) au Pérou et Santiago (1786) et Concepción (1786) au Chili.
Sur le plan militaire la Vice-royauté du Pérou finança, au moyen du real situado, les campagnes militaires contre les mapuches dans la Guerre d'Arauco qui dura tout au long de la période coloniale.
De même, on envoya depuis Lima de puissantes armées vers le Chili, le Haut Pérou (la Bolivie actuelle), et Quito contre les premiers insurgés séparatistes. La fortification du port du Callao fut la dernière place militaire dans l'Amérique espagnole à se rendre devant les séparatistes.

## Organisation politique
Grâce aux Nouvelles Lois, l'Empire espagnol changea la politique sur les affaires des colonies américaines en 1542. Le système des encomiendas et des capitulations fut changé pour un système étatique bureaucratique. Cette nouvelle organisation fut appliquée sous le règne du roi Philippe II, et au Pérou elle fut consolidée sous le gouvernement du vice-roi Francisco de Toledo entre 1569 et 1580.

### Vice-roi
La vice-royauté du Pérou fut gouvernée par quarante vice-rois, depuis 1542 jusqu'en 1821. Le premier vice-roi fut don Blasco Núñez Vela, et le dernier, don José de la Serna.

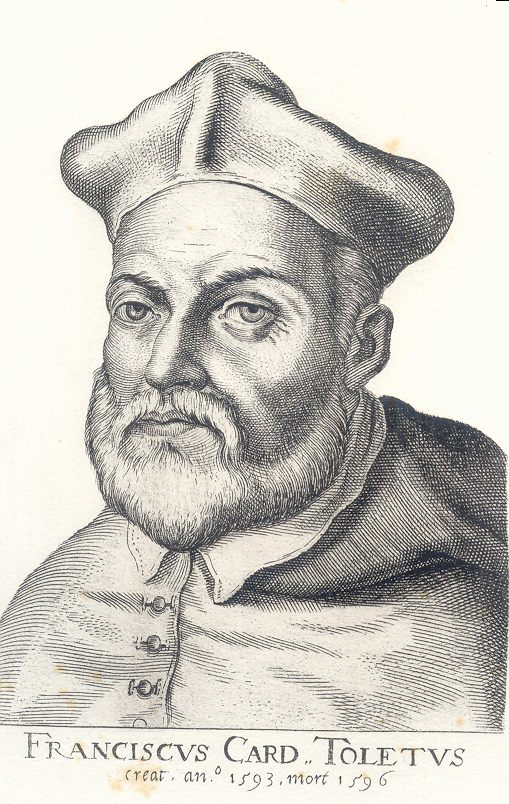
Francisco de Toledo.

L'un des vice-rois les plus fameux est Francisco de Toledo, qui établit les fondements économiques et sociaux de la vice-royauté. D'autres vice-rois principaux sont Pedro Fernández de Castro et Melchor de Navarra y Rocafull.

### Audiencias

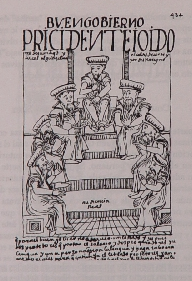
Gravure par Felipe Guaman Poma de Ayala qui montre la Real Audiencia de Lima

Huit grandes Reales Audiencias furent établies en vice-royauté du Pérou, lesquelles furent les tribunaux suprêmes de justice. Elles furent les suivantes par date de création:
- Real Audiencia de Panama (1538)
- Real Audiencia de Lima (1543)
- Real Audiencia de Bogota (1549)
- Real Audiencia de Charcas (1559)
- Real Audiencia de Quito (1563)
- Real Audiencia de Chili (1563-1573; 1606)
- Real Audiencia de Buenos Aires (1661-1672; 1776)
- Real Audiencia du Cusco (1787)

À Lima, l'audiencia était présidée par le vice-roi, et composée par les oidors (jusqu'à douze membres), deux fiscaux, un seul gendarme majeur, un seul lieutenant du grand chancelier et un personnel subalterne nombreux.

### Corregimientos
Les audiencias étaient divisées en corregimientos des Espagnols, desquels les corregimientos des Indiens dépendaient. En 1620, les corregimientos suivants existaient:
| Audiencia                     | Corregimiento des Espagnols | Corregimientos des Indiens                                                                           |
| Audiencia de Lima             | | |
| Corregimiento de Lima         | Cercado de Lima, Guaracherí, Jauja, Ica, San Vicente de Cañete, Guaylas, Yauyos, Cajatambo, Canta, Chancay | |
| Corregimiento de Chachapoyas¶ | Cajamarquilla, Luja et Chilvos, Cheliquen | |
| Corregimiento du Cusco¶       | Andahuaylas, Abancay, Los Andes, Asillo et Sángaro, Canas et Canches Quispicanche, Chilques et Masques, Yucay, Chumbivilcas, Aimaraes, Vilcabamba, Cotabambas, Omasuyos, Cavana et Cavanilla, Parinacocha, Carabaya¶ | |
| Corregimiento de Trujillo¶    | Cajamarca¶, Villa de Saña, Villa de Fanta, Valle de Chicama | |
| Corregimiento de Huánuco      | Tarama et Chinchacocha, Conchucos, Guamalíes | |
| Corregimiento d'Arequipa¶     | Collaguas, Condesuyo, Ubiñas, Camaná, Arica¶, Vitor | |
| Corregimiento de Huamanga¶    | Lucanas, Chocordos, Sángaro, Vilcas | |
| Audiencia de Charcas          | | |
| Corregimiento de Charcas¶     | Paria, Carangas, Cochabamba¶, Porco¶, Amparaes, Misque, Pocona, Chinchas et Tarija, Chayanta, Atacama, Los Lipes | |
| Corregimiento de La Paz¶      | Caracoleo, Larecaja, Pauparcollo¶, Pacajes, Omasuyo, Governement de Chucuito | |
| Audiencia de Quito            | Corregimiento de Quito¶ | Riobamba, Otavalo, Chymbo et La Facunda, Payta, Guayaquil et Aguasongo, Jaén, Cuenca¶, Loja¶, Zamora |

¶Ces corregimientos étaient de disposition royale ; c'est-à-dire que leurs corregidors étaient nommés directement par le Roi.
Au temps de la création des intendencias en 1784, la juridiction de l'Audiencia de Lima comprenait les corregimientos suivants, :
- Archevêché de Lima : Cercado de Lima, Ica, Cañete, Chancay, Santa, Huarochirí, Canta, Yauyos, Huánuco, Tarma, Jauja, Huaylas, Cajatambo, Conchucos, Huamalíes.
- Évêché de Trujillo : Trujillo, Piura, Cajamarca, Chachapoyas, Saña ou Lambayeque, Cajamarquilla ou Pataz, Huamachuco (créé en 1759).
- Évêché d'Arequipa : Arequipa, Arica, Moquegua, Camaná, Collaguas ou Cailloma, Condesuyos de Arequipa, Tarapacá, Chiloé.
- Évêché d'Huamanga : Huamanga, Huancavelica, Angaraes, Huanta, Andahuaylas, Lucanas, Parinacochas, Castrovirreina, Vilcashuamán ou Cangallo.
- Évêché de Cusco : Cusco, Abancay, Aymaraes, Calca et Lares, Chilques et Masques ou Paruro, Chumbivilcas, Cotabamba, Paucartambo, Quispicanchis, Canas et Canchis ou Tinta, Vilcabamba, Urubamba.

Les corregimientos de Lampa, Azángaro et Carabaya devinrent partie de la vice-royauté du Río de la Plata.

### Intendencias
Les corregimientos furent abrogés par le roi Charles III en 1784 en raison de la révolution de Tupac Amaru II, et donc ils furent changés pour les intendencias.
Les intendencias furent créées grâce aux Réformes Bourboniennes. Dans la vice-royauté du Pérou, celles-ci furent :
- Intendencia d'Arequipa
- Intendencia de Cusco
- Intendencia de Huamanga
- Intendencia de Huancavelica
- Intendencia de Lima
- Intendencia de Tarma
- Intendencia de Trujillo

En 1796, l'Intendencia de Puno fut ajoutée. Il y avait aussi des gouvernements militaires de Maynas, Quijos, Huarochirí et Callao.

### Partidos
Les intendencias furent divisées en partidos :

« Les sept Intendencias furent divisées en 55 partidos, qui comprirent aussi 483 parroquias et 977 anexos. Lima en avait neuf ; Trujillo, sept; Arequipa, huit; Tarma, neuf; Huancavelica, quatre ; Huamanga, sept, et Cusco, onze. Les Gouverneurs Intendents étaient l'autorité des Intendencias en remplaçant les Corregidors, et les Subdélégués exerçaient son autorité dans les Partidos, au lieu des gouverneurs des villes de l'ancienne politique de la vice-royauté. »

— KUONG CABELLO, Luis. Retazos de la Historia de Moquegua, Édition de 1982. Page 67.
À partir de l'ascension des subdélégués en 1785, les partidos étaient :
- Dans l'Intendencia de Lima : Cercado de Lima, Ica, Cañete, Chancay, Santa, Canta, Yauyos, Gouvernement de Huarochirí, Gouvernement de Chiloé (qui fut intendencia dès 1784 jusqu'en 1789), Gouvernement de Guayaquil (dès 1803), Gouvernement de Maynas (dès 1802), Gouvernement de Quijos (dès 1802), Gouvernement du Callao, Gouvernement de Osorno (entre le 1er juin 1798 et le 28 octobre 1802, quand il devint partie de Chili)
- Dans l'Intendencia du Cusco : Cercado del Cusco, Abancay, Aymaraes, Calca et Lares (dès 1809 jusqu'en 1818 ; depuis cela il fut appelé seulement Calca), Cotabambas, Chumbivilcas, Paucartambo, Quispicanchis, Tinta, Urubamba et Vilcabamba, Chilques et Márquez (dès 1809 jusqu'en 1817), Paruro (dès 1819 jusqu'en 1821).
- Dans l'Intendencia d'Arequipa : Cercado de Arequipa, Arica, Moquegua, Camaná, Collaguas ou Caylloma, Condesuyos d'Arequipa, Tarapacá et Iquique-Pisagua.
- Dans l'Intendencia de Huamanga : Cercado de Huamanga, Huanta, Andahuaylas, Lucanas, Parinacochas, Anco, Vilcashuaman et Cangallo.
- Dans l'Intendencia de Huancavelica : Cercado de Huancavelica, Castrovirreyna, Angaraes, Tayacaja.
- Dans l'Intendencia de Trujillo : Cercado de Trujillo, Piura, Cajamarca, Chachapoyas, Saña (il était appelé Lambayeque dès 1809 jusqu'en 1818), Cajamarquilla ou Pataz, Huamachuco, Gambos ou Chota (créé en 1787).
- Dans l'Intendencia de Tarma : Tarma, Huánuco, Huaylas, Jauja, Cajatambo, Conchucos, Huamalíes, Panataguas (créé 1793), Chavín de Pariaca (dès 1809 jusqu'en 1821).
- Dans l'Intendecia de Puno (incorporée en 1796 dans la vice-royauté) : Huancané, Chucuito, Lampa, Azángaro, Carabaya.

### Cabildos
Leur responsabilité était d'administrer les villes. Il en y avait de deux classes : ceux des Espagnols et ceux des naturels. Les cabildos des Espagnols étaient composés d'un seul alcade (alcalde) et de plusieurs conseillers municipaux (regidores) ; leurs missions étaient : de distribuer les terres entre les citoyens, d'organiser la police, d'accorder des permis de construire, d'entretenir les prisons, d'inspecter les hôpitaux et de contrôler les prix.

### Autorités indigènes
Pour que la conquête des Incas soit plus rapide, les autorités espagnoles maintinrent les responsabilités anciennes des chefs des indigènes. L'une de ces responsabilités fut le curacazgo : le curaca était le chef d'un seul ayllu ou communauté. Il devait informer lui-même le corregidor sur les affaires de l'ayllu.
Une autre institution utilisée dans la vice-royauté fut le varayoc. Il était l'autorité civile responsable de gouverner la ville, ressemblant aux maires.

## Organisation sociale

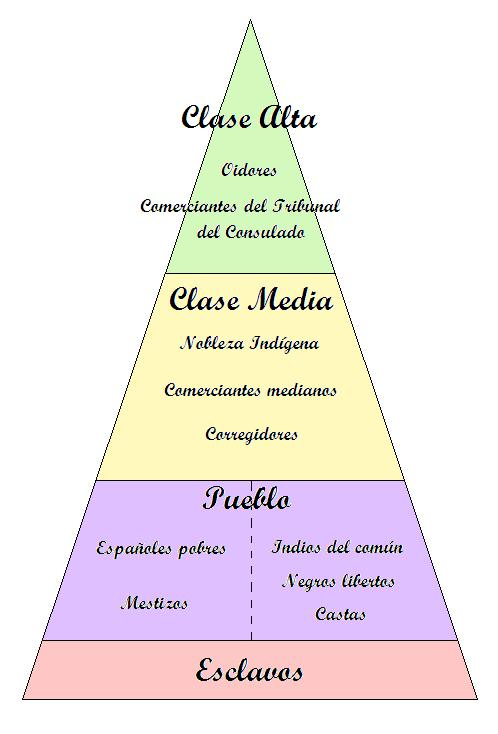
Graphique qui montre les classes sociales

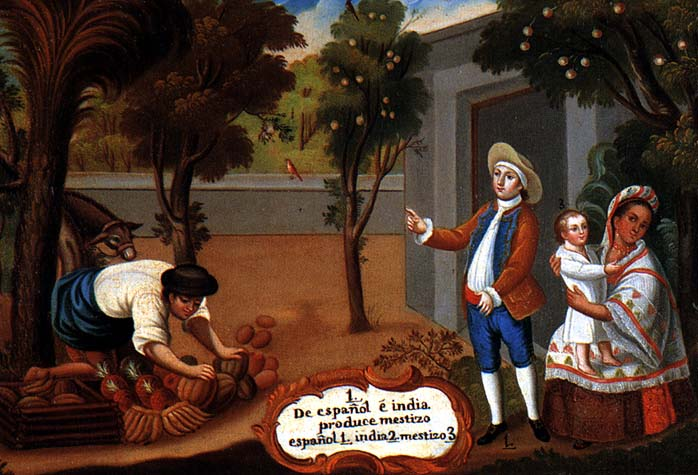
« Images des Castas » de l'époque coloniale qui montre le métis : De l'espagnol et l'indienne, métis.

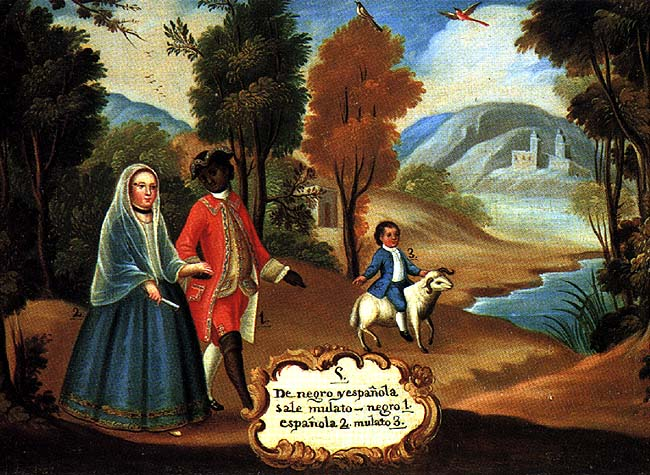
« Images des Castas » de l'époque coloniale qui montre le mulâtre : Du noir et l'espagnole, mulâtre.

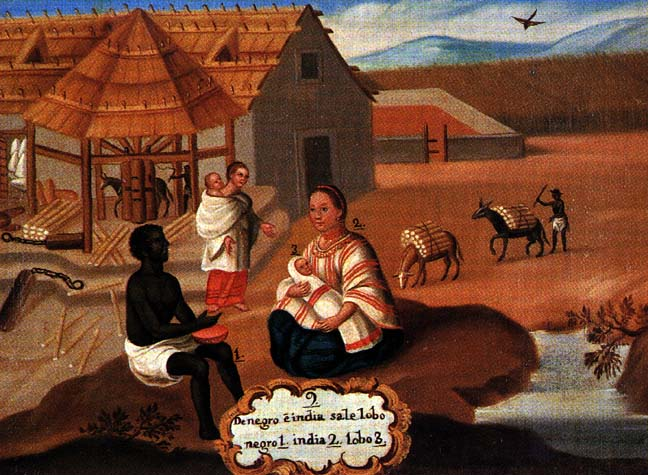
« Images des Castas » de l'époque coloniale qui montre le zambo : Du noir et l'indienne, zambo.

La société coloniale était pleine d'inégalités parmi ses membres. Les Espagnols qui étaient nés à la péninsule Ibérique avaient tous les privilèges, et les Péruviens — les Espagnols nés au Pérou et les indigènes — avaient été presque exclus.
Le nombre de la population indigène diminua très rapidement : pendant 300 ans, il baissa de dix ou douze millions à seulement un million. D'autre part, des nouvelles classes sociales sont apparues ; V.G., le métis (fils d'un Espagnol et d'une femme indigène), le zambo (fils d'un homme noir et d'une femme indigène), le mulâtre (fils d'un homme noir et d'une femme blanche). À la fin de son existence, la vice-royauté comptait environ 1 115 207 habitants, dont 58 % d'indigènes se concentrant sur les montagnes, 21 % de métis, 8 % de noirs et 12 % de blancs, pour la plupart habitant sur la côte et dans la ville de Lima (celle-ci était alors la ville la plus peuplée d'Amérique du Sud puisqu'elle compta jusqu'à 64 000 habitants).

### Classes sociales
Dans la vice-royauté, il y a eu les classes sociales suivantes :
- La noblesse ou haute classe, constituée par la noblesse originaire d'Espagne, et les descendants des conquistadors. Ils étaient l'élite de la vice-royauté, et eux seuls pouvaient accéder à une charge publique, par exemple : oidors, commerçants du Tribunal et consuls. La noblesse se chargea aussi du système des encomiendas jusqu'en 1542.
- La classe moyenne, constituée par des commerçants moyens et professionnels n'ayant pas eu de titres nobiliaires, mais qui avaient des richesse acquises au Pérou. Les indigènes nobles et les curacas — qui pouvaient utiliser leurs titres nobiliaires jusqu'en 1781 —, et les corrégidors appartenaient à cette classe.
- Le peuple, fait par des Espagnols, des créoles et des métis pauvres. Ceux-ci s'occupaient de la manufacture et du commerce. La population indigène — dits indiens — était aussi dans cette classe. Le peuple indigène travailla dans plusieurs métiers, et il fut élevé dans les réductions ; quelques-uns furent traités en tant qu'esclaves dans les encomiendas (jusqu'en 1542), les obrajes et la mita.
- Les esclaves, dont la couleur de peau était noire, ils avaient été amenés d'Afrique. Ils travaillèrent dans les fermes et les maisons, et ils étaient achetés et vendus comme marchandise. Ils pouvaient acheter leur liberté, et après travailler dans d'autres métiers.

### Système des républiques
Quand l'autorité royale a été confirmée, la Couronne espagnole — instigatrice de l'idée de la pureté raciale — a établi une société divisée et exclusive pour ses colonies. En raison de cela, deux républiques furent créées : l'une pour les Espagnols et l'autre pour les Indiens. Chaque classe devait agir indépendamment, avec des lois différentes et ses propres autorités, et sans se mélanger mutuellement.
Bien que ceci se soit accompli seulement en théorie, les unions et mariages clandestins entre personnes des deux républiques — qui étaient illégales — se sont produites. Les métis (surtout les fils des Espagnols) n'ont pas appartenu à aucune république, et la loi ne prévoyait rien pour les protéger. Cette situation a vu émerger un problème de plus quand la population métisse commença à réclamer ses droits sur ses possessions.

#### République des Espagnols
La république des Espagnols fut constituée par des hommes et femmes blancs nés en Espagne (péninsulaires) ou en Amérique (créoles). Dans le cadre légal, ils étaient vassaux majeurs du roi, et donc ils devaient payer du tribut.
Bien qu'ils aient eu des mêmes droits devant la loi, tous n'eurent pas les mêmes privilèges : les hautes places étaient seulement pour les péninsulaires — mais les créoles s'incorporèrent aux audiencias au XVIIe siècle — ; et les Espagnols pauvres se dédièrent au commerce ou aux métiers mineurs[Quoi ?].

#### République des Indiens
Le peuple indien était dans cette classe, sauf les curacas et les parents de l'Inca, qui composèrent la noblesse indigène.
Depuis 1570, les Indiens furent amenés à habiter aux réductions. Celles-ci étaient des villages faits pour les Indiens selon le modèle des villes espagnoles. Elles avaient des autorités indigènes (V.G. : le curaca, le varayoc) et aussi espagnoles (V.G. : le corregidor — lien entre les Indiens et l'État espagnol —, le prêtre).
Les Indiens étaient vassaux mineurs du Roi devant la loi, et par conséquent ils devaient payer un tribut sous la forme de la mita. Le type de celle-ci dépendait de la proximité de mines, d'obrajes (ateliers) ou d'autres institutions.
Les Indiens communs étaient enregistrés et inscrits dans un registre d'après son nombre[Quoi ?]. La vie dans les villages était inconnue par les Indiens à l'époque préhispanique ; en raison de cela, plusieurs ayllus furent emmenés à une seule réduction, sans importer s'ils étaient des ennemis.
Dès le XVIIe siècle, beaucoup d'Indiens ayant tenté d'éviter la mita, le tribut et les injustices échappèrent aux villes ou autres villages, et ils y furent appelés étrangers. Les autres se placèrent sous la protection d'un Espagnol, ce qui créa le système du yanaconaje.

### Noblesse indigène

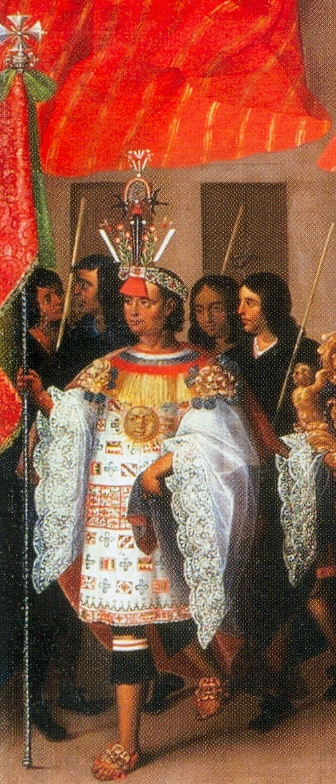
Indien noble mélangeant des vêtements espagnols et incas

Faite par des Indiens nobles — des Incas et ceux des autres communautés — qui trouvèrent une façon de s'adapter dans le changement de quelques institutions de l'époque des Incas, par exemple, la mita, le curacazgo, etc.
Les Indiens nobles devaient démontrer leurs titres nobiliaires. En raison de cela, ils utilisèrent les probanzas et ils les présentèrent aux tribunaux, même si plusieurs étaient fausses. Les Indiens ont établi aussi des alliances matrimoniales avec des Espagnols pour confirmer une meilleure situation.

### Peuple noir

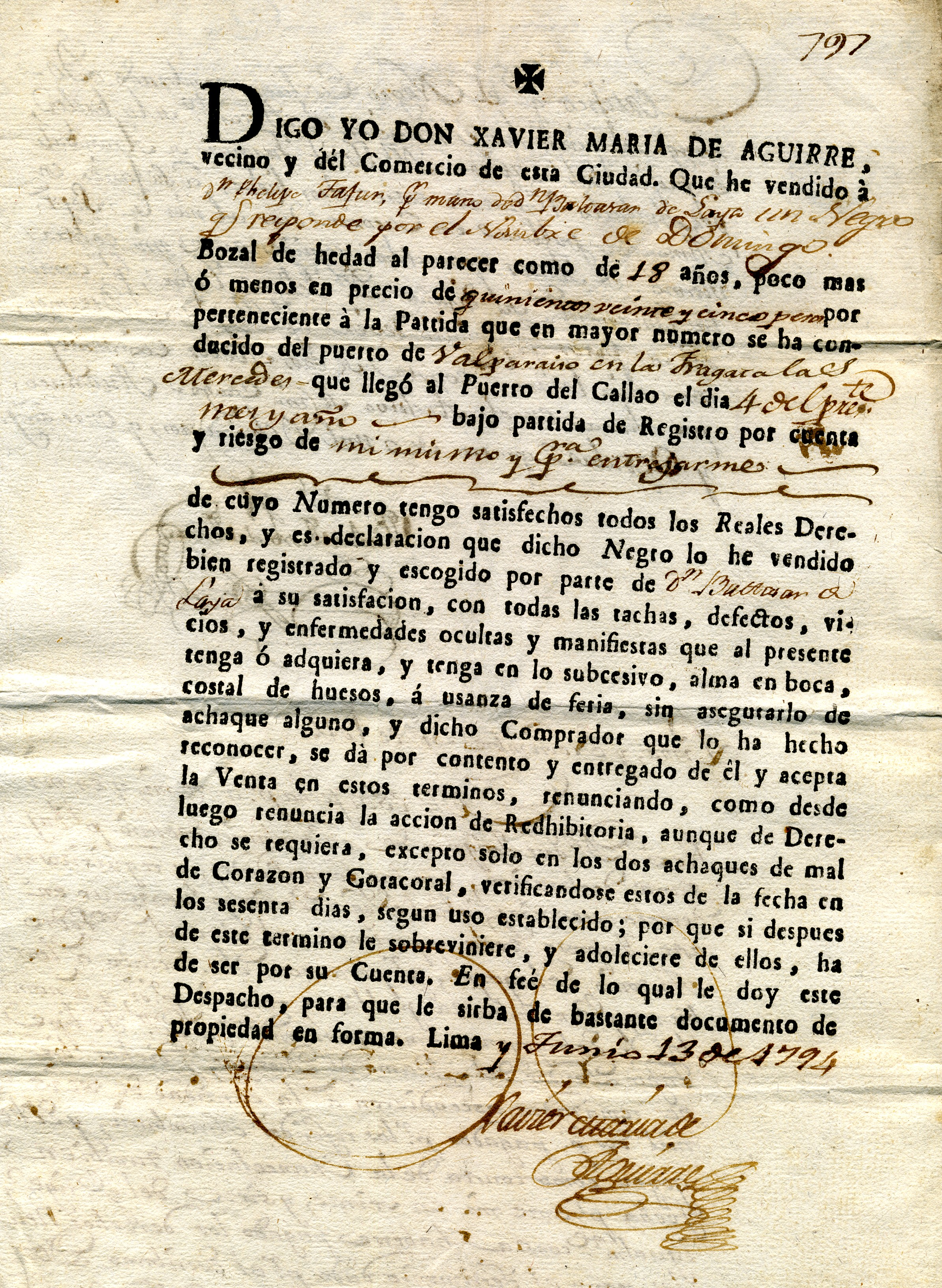
Contrat à vendre un esclave

Le peuple et la culture d'Afrique Noire arrivèrent au Pérou avec les Espagnols. Capturés par les Européens, avec l'aide d'autres tribus africaines, ces hommes ont été amenés en Amérique en tant qu'esclaves, dans des conditions très dures. Les premiers esclaves noirs arrivèrent en vice-royauté du Pérou pour la première fois au XVIe siècle, en raison de la chute démographique de la population indigène due aux épidémies, mauvais traitements et au travail dans les mines.
Esclaves, les hommes noirs n'étaient ainsi pas considérés comme des êtres humains, mais comme des marchandises : ils pouvaient donc être vendus et achetés au marché.
Leur vie était très difficile, surtout dans les fermes où ils étaient exposés aux mauvais traitements des caporaux (chefs des fermes). Néanmoins ils purent progresser socialement dans les villes. Ils y travaillaient et y recevaient un salaire. Cela était facilité par le fait que les Espagnols des plus hautes classes sociales dédaignaient le travail, vu comme quelque chose propre aux gens de bas statut. Le salaire reçu était divisé entre le maître et l'esclave, et ainsi le second pouvait épargner pour acheter sa liberté, laquelle s'obtenait à travers les lettres d'affranchissement (espagnol : cartas de manumisión).
Par ailleurs, les esclaves ne restaient pas sans réagir : les marrons causèrent beaucoup de rébellions et de soulèvements, et ils créèrent même des états des esclaves fugitifs, qui étaient appelés palenques. Mais ces palenques ne furent pas nombreux dans la vice-royauté en raison du manque d'endroits inaccessibles sur la côte péruvienne ; ce type de lieu se trouvait seulement dans les districts forestiers de Miraflores, Magdalena del Mar et San Miguel.

## Organisation économique
L'économie espagnole dans la colonie se fondait sur l'extraction des minéraux américains et le commerce. L'Espagne institua un monopole commercial à ramasser la quantité la plus grande possible de l'or et de l'argent ; en outre, le commerce avec l'Amérique fut la principale activité économique.

### Monopole commercial espagnol
L'Empire Espagnol établit un monopole commercial à s'assurer de la possession de tous les bénéfices économiques pour lui-même, sans permettre le commerce entre les colonies et les autres pays.
L'institution coloniale responsable de la direction du commerce entre l'Espagne et ses colonies fut la Casa de Contratación de Sevilla, qui réglait aussi l'entrée et la sortie des immigrants.
À cette époque-là, il y avait trois ports autorisés à commercer: Séville (en Espagne), Veracruz (en vice-royauté de Nouvelle-Espagne) et Callao (en vice-royauté du Pérou). Chaque année, plusieurs navires appelés galions sortaient de Séville vers la Vice-royauté du Pérou. Les galions eurent l'habitude de faire deux escales, la première étant Carthagène des Indes et la seconde Portobelo, où des foires furent organisées pour distribuer les produits amenés de l'Espagne tout au long de la vice-royauté.
En 1593, le Tribunal du Consulat de Lima — où les commerçants les plus grands se réunissaient — fut créé, dont la principale responsabilité était organiser la Marine Militaire de la Mer du Sud.
Le monopole fut affaibli par la contrebande, laquelle fut causée par le très mauvais développement industriel, les très hauts impôts aux marchandises, la rivalité des autres pays européens et la corruption. Il y eut aussi des pirates et des corsaires, qui attaquèrent les navires et les ports espagnols.

### Hacienda Pública
La Hacienda Pública (espagnol : Trésor Public) fut une institution coloniale dont le principal devoir était gérer les possessions et les richesses du Roi d'Espagne, lesquelles furent appelées Real Hacienda. Elle fut composée par des comptables et dirigée par le vice-roi jusque le XVIIe siècle, qui travaillait ensemble avec le Roi et le Conseil des Indes.

#### Caisses royales
L'administration de fonds des impôts fut faite à travers les Caisses royales (en espagnol : Cajas Reales), lesquelles furent distribuées partout dans la vice-royauté. La Caisse de Lima fut la principale, et les autres furent ses subsidiaires. Elles collectaient les impôts et après avoir versé les salaires, elles envoyaient le reste vers Lima.
Il y avait trois fonctionnaires royaux chargés de ces caisses : le comptable, le commissionnaire et le trésorier. Chacun détenait l'une des trois clés des caisses où les revenus étaient gardés. On donc ouvrait la caisse seulement en présence des trois fonctionnaires ; après, ils pouvaient faire n'importe quelle opération.
La Caisse de Lima devait couvrir les dépenses de l'administration coloniale et envoyer le reste en Espagne à travers les galions. Ce reste fut souvent réduit en raison des dépenses militaires ; V.G.[Quoi ?], la défense de la même vice-royauté.

#### Tribunal des comptes
Le Tribunal des Comptes (en espagnol : Tribunal de Cuentas) fut créé en 1607. Il fut la principale organisation en affaires fiscales à l'époque coloniale. Il fut établi au lieu des vice-rois pour l'administration de la Hacienda Pública. Ses devoirs furent :
- Intervenir dans les affaires des caisses royales.
- Promulguer des décrets sur la Hacienda Pública.
- Déléguer des fonctionnaires temporels et examiner aussi le travail des officiers.
- Demander des donnes extraordinaires.
- Louer les monopoles royaux et administrer les envois d'argent vers la métropole.

Les décisions sur les affaires de la Hacienda Pública étaient faites par les Conseils de Hacienda (en espagnol : Juntas de Hacienda). Elle étaient composées par le vice-roi, des comptables du Tribunal, un oidor et un fonctionnaire de l'Audiencia.

### Industrie minière

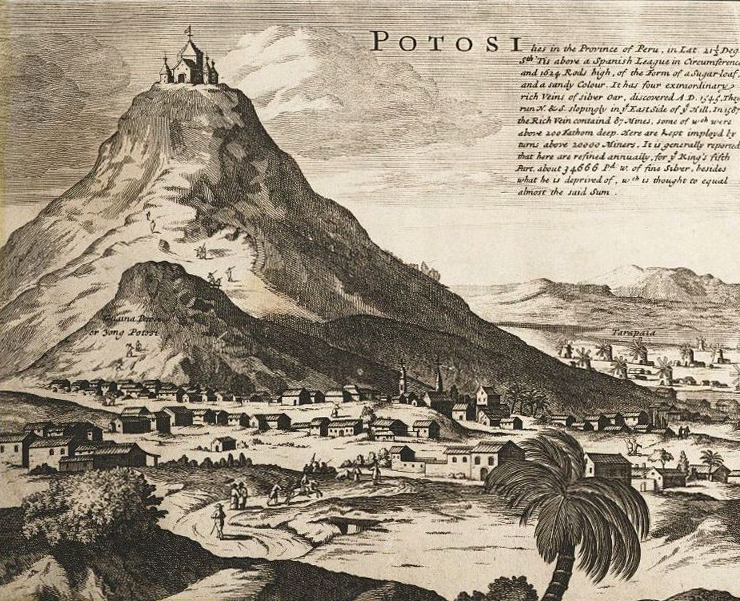
Image de Potosí à l'époque coloniale

L'industrie minière fut l'activité économique la plus importante dans la vice-royauté aux XVIe et XVIIe siècles, et elle commença à décliner au XVIIIe siècle. Les Espagnols — contrairement aux Indiens d'Amérique — extrayaient des métaux précieux à les utiliser en tant que monnaie. L'accumulation de métaux précieux signifiait richesse selon l'idéal du mercantilisme. Dans la vice-royauté du Pérou, l'industrie minière fut argentifère, c'est-à-dire que l'argent fut le principal minéral extrait. L'argent fut premièrement extrait des mines connues dès l'époque inca, comme Porco (en Bolivie). Néanmoins, les mines principales en raison de la quantité des minéraux extraits furent plus récentes